# Siyyân
Siyyân är en udde i Djibouti.   Den ligger i regionen Obock, i den nordöstra delen av landet, 100 km norr om huvudstaden Djibouti.
Terrängen inåt land är platt. Havet är nära Siyyân åt nordost.  Närmaste större samhälle är Khôr Angar, 9,8 km söder om Siyyân. 